# Lucas Perri
Lucas Perri (Valinhos, 10 december 1997) is een Braziliaans voetballer die bij voorkeur als doelman speelt. Hij maakte in de zomer van 2025 de overstap van Olympique Lyon naar Leeds United.

## Clubcarrière

### Jeugd
Perri doorliep de jeugdopleiding van São Paulo en werd in 2018 gepromoveerd naar het eerste elftal van de club, nadat hij in eerdere seizoenen al eens zonder speelminuten op de bank had gezeten. Van januari tot juni 2019 werd hij verhuurd aan Crystal Palace, maar zonder daar minuten te maken. Hij maakte op 8 december 2019 in de laatste wedstrijden van het seizoen tegen Centro Sportivo Alagoano zijn debuut in het profvoetbal en voor São Paulo. Vervolgens speelde hij een seizoen voor Náutico, dat uitkwam in de Serie B. Daar kwam hij tot 44 wedstrijden in alle competities.

### Botafogo
In de zomer van 2022 werd Perri overgenomen door Botafogo, dat 350.000 euro voor hem neerlegde. Daar speelde hij vier wedstrijden in het restant van het seizoen, waarvan drie op het einde van het seizoen. Daarna was hij eerste doelman van Botafogo. Hij speelde 67 wedstrijden in twee jaar bij Botafogo.

### Olympique Lyon
In de winterstop van 2024 trok Perri naar Europa om bij Olympique Lyon te spelen. De club legde 6,5 miljoen euro voor hem neer. In eerste instantie was hij tweede doelman achter Anthony Lopes, waardoor hij enkel vier bekerwedstrijden mocht keepen in zijn eerste halfjaar. Ook de finale, die met 1-2 werd verloren van Paris Saint-Germain, keepte Perri. 
Die zomer vertrok Lopes en werd Perri eerste doelman. Op 18 augustus debuteerde hij in de Ligue 1 tegen Stade Rennes. Op 26 september debuteerde hij in de Europa League tegen Olympiakos Piraeus. In die competitie schopte Lyon het dat jaar tot de kwartfinale, waarna Manchester United de club in de kwartfinale over twee wedstrijden met 7-6 versloeg. 

### Leeds United
In de zomer van 2025 vertrok Perri voor 16 miljoen euro naar het net uit de Championship-gepromoveerde Leeds United. Hij tekende een contract voor vier seizoenen tot de zomer van 2029 en ging spelen met rugnummer 1. Bij Leeds moest hij Illan Meslier vervangen, die een niveautje hoger een aantal blunders had begaan gedurende het seizoen. Hij maakte op 18 augustus zijn debuut met een 1-0 overwinning op Everton.

## Clubstatistieken
| Seizoen | Club           | Competitie     | Competitie | Competitie | Beker | Beker | Overig | Overig | Totaal | Totaal |
| Seizoen | Club           | Competitie     | Wed.       | Dlp.       | Wed.  | Dlp.  | Dlp.   | Dlp.   | Wed.   | Dlp.   |
| ------- | -------------- | -------------- | ---------- | ---------- | ----- | ----- | ------ | ------ | ------ | ------ |
| 2019    | São Paulo      | Série A        | 1          | 0          | 0     | 0     | –      | –      | 1      | 0      |
| 2020    | São Paulo      | Série A        | 1          | 0          | 0     | 0     | 1      | 0      | 2      | 0      |
| 2021    | São Paulo      | Série A        | 3          | 0          | 1     | 0     | 2      | 0      | 6      | 0      |
| 2022    | → Náutico      | Série B        | 22         | 0          | 11    | 0     | 11     | 0      | 44     | 0      |
| 2022    | Botafogo       | Série A        | 4          | 0          | 0     | 0     | –      | –      | 4      | 0      |
| 2023    | Botafogo       | Série A        | 38         | 0          | 18    | 0     | 7      | 0      | 63     | 0      |
| 2023/24 | Olympique Lyon | Ligue 1        | 0          | 0          | 4     | 0     | –      | –      | 4      | 0      |
| 2024/25 | Olympique Lyon | Ligue 1        | 33         | 0          | 1     | 0     | 11     | 0      | 45     | 0      |
| 2025/26 | Leeds United   | Premier League | 1          | 0          | 0     | 0     | 0      | 0      | 1      | 0      |
| Totaal  | Totaal         | Totaal         | 103        | 0          | 35    | 0     | 32     | 0      | 170    | 0      |

Bijgewerkt t/m 19 augustus 2025.

## Interlandcarrière
Perri speelde interlands voor de elftallen van Brazilië onder 20 en onder 23. Op 9 september 2023 zat hij voor het eerst bij de selectie van het Braziliaans voetbalelftal, wat hij ook in de vijf interlands daarna deed. Maar door hevige concurrentie van Alisson Becker en Ederson Moraes kwam hij nog niet tot zijn debuut. 